# Albaniens Arbejdets Parti
Albaniens Arbejdets Parti (AAP) (albansk: Partia e Punës e Shqipërisë (PPSh)) var et politisk parti i Albanien. Partiet blev dannet 1941, som Albaniens Kommunistiske Parti (Partia Komuniste e Shqipërisë). Partiet ændrede navn i 1948 efter befrielsen af Albanien og magtovertagelsen i landet.
Partiet opretholdt nære kontakter med Kominform og senere SUKP, men AAP under ledelse af Enver Hoxha vendte sig på det skarpeste mod de ændringer, der fulgte efter Nikita Khrusjtjovs "hemmelige tale" på SUKPs 20. partikongres i 1956.
En tale afholdt på mødet for 81 kommunistiske og arbejderpartier, holdt i Moskva i november 1960 af Enver Hoxha havde titlen "Afvis de revisionistiske teser fra Sovjetunionens kommunistiske partis 20. kongres og Khrusjtjovgruppens antimarxistiske standpunkt! Forsvar marxismen-leninismen!"
Talen var et forvarsel om det senere brud mellem SUKP og AAP, som blev åbent i 1961, hvor Albanien meldte sig ud af Warszawapagten. Efter Enver Hoxhas død i 1985 overtog Ramiz Alia posten som partiets leder, frem til den 10. kongres i 1991 svækkedes partiet: På kongressen skiftede partiet navn til Partia Socialiste e Shqipërisë (Alabaniens Socialist Parti), Ramiz Alia blev afsat som leder, og fra midten af 1991 blev Fatos Nano ny leder af partiet.
Efter AAPs 10. kongres brød en mindre gruppe ud af partiet. Gruppen stiftede Partia Komuniste e Shqipërisë (Albaniens Kommunistparti), der siden har slået sig sammen med andre politiske grupper i landet. Partiet deltager i "Internationalt møde for kommunistiske og arbejderpartier" som såvel KPiD, DKP som Den Russiske Føderations Kommunistiske Parti deltager på.
Kort efter kongressen i 1991 blev Enver Hoxhas enke, den 70-årige Nexhmije Hoxha arresteret og fængslet. Efter godt fem års fængsling blev Nexhmije Hoxha endeligt løsladt i 1997.
Nexhmije Hoxha er ikke medlem af Albaniens Kommunistparti, idet partiet støtter hvad Enver Hoxha kaldte SUKPs revisionistiske teser.